# مفصليات الأضلع
أرثروبيليورا (بالإنجليزية: Arthropleura)‏ ، بلغ طولها من 0.3 متر إلى 2,6 متر أو (1 قدم إلى 8,5 قدم) ، وظهرت في الجزء العلوي من العصر الكربوني (من 340 إلى 280 مليون سنة مضت) في ما يسمى الآن بشمال شرق أمريكا الشمالية واسكتلندا . وهي أكبر اللافقاريات التي عاشت على اليابسة في كل العصور، وكان لها القليل من الحيوانات المفترسة لها .

## الوصف والسلوك
خلافا للمعتقدات في وقت سابق، لم تكن أرثروبيليورا من المفترسات ولكنها كانت من المفصليات العاشبة. والعلماء يفترضون أن الأرثروبيليورا لم يكن لديها أجزاء فم قوية، لأن مثل هذه الأجزاء قد تم الحفاظ في بعض الحفريات .
تم العثور على بعض أحافير أرثروبيليورا مع شظايا نبات أرجل الذئبيات ، مما يوثق بوضوح أن هذا الحيوان كان يتغذى في الواقع على النباتات .
تم العثور على آثار أقدام متحجرة من أرثروبيليورا في كثير من الأماكن، حيث تظهر صفوف متوازية من آثار الأقدام الصغيرة، التي تظهر أنها انتقلت بسرعة عبر الغابات، وتنجح في تجنب العقبات، مثل الأشجار والصخور.
تطورت الأرثروبيليورا من القشريات الشبيهة بها في العصر الكربوني في وقت سابق، وكانت قادرة على النمو بشكل أكبر من المفصليات الحديثة، وجزء من الأسباب زيادة الضغط الجزئي للأكسجين في الغلاف الجوي للأرض في ذلك الوقت، وأيضا بسبب عدم وجود فقاريات أرضية مفترسة لها . أرثروبيليورا انقرضت في بداية العصر البرمي ، عندما بدأ المناخ الرطب يتحول إلى مناخ جاف، وتدمرت الغابات المطيرة التي كانت بالعصر الكربوني ، وأصبح التصحر سمة من سمات العصر البرمي ، وبسبب هذا بدأت مستويات الأوكسجين في الغلاف الجوي في الانخفاض إلى مستويات أكثر تواضعا. وأصبحت أيا من المفصليات العملاقة (باستثناء بعض اليعاسيب العملاقة مثل Meganeuropsis ، التي استمرت بالازدهار في جميع أنحاء العصر البرمي يمكنها البقاء على قيد الحياة .

## في الثقافة الشعبية
كانت الأرثروبيليورا واردة في سلسلة البي بي سي برفقة الوحوش عام (2005) وكذلك في برنامج عصور ما قبل التاريخ بارك (2006)، وبرنامج الحياة الأولى (2010) ، وبرنامج بدائي (2007)، على الرغم من أن الإنتاج زاد أرثروبيليورا إلى ستة أمتار في الطول، وأعطاه لدغة سامة.